# Jirō Ōtsuka
Jirō Ōtsuka (japanisch 大塚 次郎, Ōtsuka Jirō; * 28. Februar 1934 in Tokio, Japan; † 26. Juni 2015 ebenda) war ein Karate-Großmeister der Stilrichtung Wadō-Ryū und der zweite Sohn des Stilrichtunggründers Hironori Ōtsuka. Er leitete den Verband Wadō-Ryū Renmei von 1982 bis 2015.

## Lebenslauf
Ōtsuka Jirō begann 1949 unter der Anleitung seines Vaters mit dem Training vom Wadō-Ryū-Karate. Neben dem Karate trainierte Ōtsuka ebenfalls Iaido, Kendo, Judo, Aikido und Shintō-Yōshin-ryū (神道揚心流). Er absolvierte ein Wirtschaftsstudium an der Meiji-Universität.
Jirō Ōtsuka begleitete seinen Vater Hironori in den 1970ern und 1980er Jahren zu technischen Karateseminaren in Europa und Amerika. Nach dem Tod seines Vaters 1982 übernahm er den Vorstand der Wadō-Ryū Renmei und nahm als Großmeister (Soke) den Namen seines Vaters an. Den Vorstand der Wadō-Ryu Renmei hatte er bis zu seinem Ableben im Juni 2015 inne.
Als Ranghöchster Karateka der Wadō-Ryū Renmei unterrichtete er im Honbu Dōjō in Tokio sowie auf Seminaren weltweit traditionelles Wadō-Ryū.

## Privates
Er und seine Frau Aiko hatten drei Kinder: Kazutaka (1965), Rika (1967) und Kazumichi (1968).